# فيلشانكا (كيروفوهرادسكا)
فيلشانكا (Вільшанка) هي مدينة في مقاطعة كيروفوهرادسكا في أوكرانيا.
يبلغ عدد سكانها حوالي 5254 نسمة.